# Växjö IBK
Die Växjö Vipers (auch Växjö IBK) sind ein schwedischer Unihockeyverein aus Växjö. Die Herren spielen in der Svenska Superligan, der höchsten Spielklasse Schwedens, während die Damen in der dritthöchsten Liga spielen.

## Geschichte

### Gründung
Der Växjö IBK wurde am 22. Mai 1988 als Växjö Östra IK (VöIK) gegründet. Die Damen qualifizierten sich 1996 erstmals für den Final der höchsten Liga.
In der Region Växjö war neben dem VöIK ebenfalls ein anderer Unihockeyverein vorhanden, Hovshaga AIF. Die beiden Vereine überlegten sich zusammenzuschließen, um langfristig auf hohen Niveau Unihockey zu spielen. Am 1. Juni 1996 fusionierten die beiden Vereine zum heutigen Växjö Innebandyklubb. Das Ziel im Jahr 1996 war es bis spätestens 2000 eine Mannschaft in der höchsten schwedischen Liga zu haben.

### Erfolg und Misserfolg
Im Frühling 2000 gelang Växjö IBK der Aufstieg in die höchste Spielklasse. Zur gleichen Zeit gab sich der Verein den Übernamen Växjö Vipers, um den Wiedererkennungswert des Vereins zu steigern. Nach nur einer Saison stieg der Verein aus Südschweden als zweitletzter in der regulären Saison ab.

### Wiederaufbau
Nach dem Abstieg organisierte sich der Verein neu und stieg nach der Saison 2012/13 wieder in die Svenska Superligan auf. Bereits in der ersten Saison konnte sich Växjö für die Playoffs qualifizieren, scheiterte allerdings bereits im Viertelfinal am Qualifikationssieger aus Falun.
In der zweiten Saison nach dem Wiederaufstieg in die SSL konnte sich Växjö verbessern und stand am Ende der regulären Saison auf dem fünften Rang, welcher zur Playoff-Teilnahme berechtigt. In den Playoffs konnten sie in der ersten Runde gegen Müllsjö bis ins letzte Spiel kämpfen, unterlagen allerdings im letzten Spiel deutlich.
2015/16 gelang der Mannschaft in den traditionell dunkelblauen Trikots erneut die Qualifikation für die Playoffs mit einem vierten Rang in der regulären Saison. Auch im dritten Versuch die Viertelfinals der Playoffs zu gewinnen scheiterte die Mannschaft von Christian Hjort. IBK Dalen ließ Växjö keine Chance und qualifizierte sich mit vier Siegen für die nächste Runde. Drei der vier Partien wurden entweder in der Verlängerung oder im Penaltyschießen entschieden.
2016/17 sicherte sich die Mannschaft von Niklas Nordén und seinem Assistenten Stefan Nylader zum vierten Mal in Folge die Qualifikation für die Playoffs. Växjö erreichte dabei die beste Tabellenplatzierung seit dem Aufstieg in die Svenska Superligan. In der Viertelfinalserie gegen Pixbo Wallenstam IBK stand Växjö mit vier Siegen als erster Halbfinalist fest. Im Halbfinal trifft die Mannschaft auf Mullsjö AIS.

## Stadion
Seine Heimspiele trägt der Verein in der Fortnox Arena in Växjö aus.

## Erfolge und Statistiken
- 1-mal Champy Cup: 2014

## Trainer
- 2014–jetzt Nikas Nordén